# 愛的木莓寮
《愛的木莓寮》（日语：ラブ・ベリッシュ!）是日本漫畫家春田菜菜的日本漫畫作品。於集英社漫畫雜誌《Ribon》2005年9月號至2007年5月號期間進行連載，之後在2007年6月號刊載愛的木莓寮番外篇。單行本全5卷。

## 劇情簡介
高中一年級的少女福島由夜進入寄宿制的夏果學園。因為是第一次的寄宿生活，所以由夜抱著不安緊張的心情。不過，寄宿的宿舍竟然是男女混合的宿舍。

## 登場人物
木莓寮住宿生角色姓氏皆由日本草莓產地命名，其餘也皆以地名為姓氏。
下列配音員為廣播劇配音。
福島 由夜
聲優：生天目仁美
血型A型，生日11月28日。寄宿夏果學園木莓寮普通的少女。曾經喜歡梓，不過因為知道梓其實喜歡的人是亞子，所以放棄這段戀情。母親在中學一年級的時候車禍身亡，向來與父親和二人生活。不過，從父親的推薦進入夏果學園後，總以為父親想要她離開（其實是母親的希望，父母之前皆是就讀夏果學園），所以在文化祭時，也不敢邀請父親。但因為渚，讓她能與父親見面，也讓她發現，每次幫助她的那雙手，都是渚伸出的，就算心裡早就被渚占據了，但總是無法對渚坦白…
高松 渚
聲優：石田彰
血型AB型，生日8月13日。木莓寮寄宿生，由夜夏果學園尋找木莓寮迷路時第一次遇見的男孩。冷酷又急性子，個性不好，不過也有善良的一面。總是阻擋由夜追求梓，並且稱由夜「拜梓教」（將梓當神）。中學時因為老師要求梓與亞子分手而毆打教師而進入木莓寮，本來應該為強制轉學，因為梓向校長的拜託而改為進入木莓寮。跟梓的關係複雜，不知道是跟梓的關係好還是不好，但就是討厭梓，最討厭梓對由夜很親密…
千葉 梓
聲優：野島健兒
血型O型，生日2月28日。木莓寮寄宿生，寄宿生會長（學生會長）。外型帥氣，甚至是學園的偶像，學校內大部分的女子仰慕的對象。總是帶著笑容以及溫柔的個性。中學時因為老師要求渚讓梓與亞子分手，渚因而毆打師長，原轉學處分因梓向校長要求而改為入宿木莓寮，但條件是梓也必須進入木莓寮監督渚。與前女友岡山亞子分手後仍有依戀，為了忘記亞子，對由夜做了謊言的告白…
水戶 笑佳
聲優：田村由香里
血型A型，生日3月7日。木莓寮寄宿生，開朗的女孩。中學時，與現在完全不同，總是孤獨一人，後來與豐橋雪乃認識，但是豐橋不允許她有其他朋友，於是將她的朋友推下樓梯，從那以後就沒去上課，最後被要求入宿木莓寮。
宮城 紺
聲優：水島大宙
血型O型，生日4月3日。與笑佳同班連續五年的男孩，中學時因為「故意」打破理事長的壺（漫畫劇情未交代），而進入木莓寮，而實際上，是因為擔心笑佳而做出此舉…
山梨 雨芽
血型A型，生日12月20日。木莓寮寄宿生。被選為「夏果學園校花」，外型美麗的美人，個性也很溫和。雖然心是女生的，但是身體卻是男生的。想進入白桃寮（女生宿舍）但是不被允許，所以入宿木莓寮…
宇都宮 純
聲優：豐口惠
血型B型。木莓寮舍監，但其實從由夜的父親在校時就是舍監了。年齡無法得知…
岡山 亞子
白桃寮寄宿生，梓的女朋友，渚的青梅竹馬。中學時與梓交往，但因為某些原因而分手，但其實還是喜歡梓…
清水 麻里奈
白桃寮寄宿生。剛開始時，視由夜為情敵…
豐橋 雪乃
白桃寮寄宿生。1月30日生。
蜜雪兒·拉·法蘭絲（小蜜兒）
聲優：石冢纱代里
賴在木莓寮的貓，自以為長相不錯，當有人叫他「醜貓」時，總是不覺得別人是在叫他自己，非常喜歡梓，笑佳稱牠為「醜愛」（醜得很可愛）。

## 出版書籍
| 卷數 | 集英社         | 集英社                 | 尖端出版社     | 尖端出版社           |
| 卷數 | 發售日期       | ISBN                   | 發售日期       | EAN                  |
| ---- | -------------- | ---------------------- | -------------- | -------------------- |
| 1    | 2006年2月15日  | ISBN 978-4-08-856668-9 | 2006年7月1日   | EAN 471-7702-20502-7 |
| 2    | 2006年7月14日  | ISBN 978-4-08-856692-4 | 2006年11月15日 | EAN 471-7702-20503-4 |
| 3    | 2006年12月15日 | ISBN 978-4-08-856718-1 | 2007年4月15日  | EAN 471-7702-20504-1 |
| 4    | 2007年4月13日  | ISBN 978-4-08-856736-5 | 2007年8月9日   | EAN 471-7702-21102-8 |
| 5    | 2007年8月10日  | ISBN 978-4-08-856761-7 | 2007年12月5日  | EAN 471-7702-21103-5 |

## 外部連結
- Ribon官方網頁（日語）
- ラブ・ベリッシュ！　きいちごネット （日語）